# European Silver League 2025 (herrar)
European Silver League 2025 spelades mellan 6 juni och 6 juli 2025. Det var sjunde upplagan av turneringen och åtta herrlandslag från CEV:s medlemsförbund deltog. Sverige vann turnering för första gången genom att besegra Ungern i finalen och gick därigenom upp till European Golden League 2026.

## Regelverk

### Format
Turneringen bestod av ett gruppspel där varje lag mötte totalt sex andra lag. De två främsta lagen efter gruppspelet gick vidare till en final som genomfördes i form av två matcher (hemma/borta). Vinnaren av finalen kvalificerade sig för European Golden League 2026.

### Metod för att bestämma tabellplacering
Om slutresultatet blev 3-0 eller 3-1 tilldelades 3 poäng till det vinnande laget och 0 till det förlorande laget, om slutresultatet blev 3-2 tilldelades 2 poäng till det vinnande laget och 1 till det förlorande laget.
Lagens position i respektive grupp bestämdes utifrån (i tur och ordning):
- Antal vunna matcher
- Poäng
- Kvot vunna/förlorade set
- Kvot vunna/förlorade bollpoäng
- Inbördes möten

## Deltagande lag
| Lag          | Turnering                          | Deltog senast               |
| ------------ | ---------------------------------- | --------------------------- |
| Azerbajdzjan | 12:a i European Golden League 2024 | European Silver League 2019 |
| Färöarna     | 3:a i European Silver League 2024  | European Silver League 2024 |
| Georgien     | Wild card                          | European Silver League 2023 |
| Island       | 4:a i European Silver League 2024  | European Silver League 2024 |
| Luxemburg    | Wild card                          | European Silver League 2021 |
| Sverige      | Wild card                          | Debut                       |
| Ungern       | Wild card                          | European Silver League 2023 |
| Österrike    | 2:a i European Silver League 2024  | European Silver League 2024 |

## Turneringen

### Gruppspel[6]

#### Första veckan

##### Grupp 1
| 6 juni 2025 Centre Atert, Bertrange Speltid: 1:14 - Åskådare: 200 | Island    | 0 - 3 | Luxemburg | 18-25, 15-25, 20-25        |
| 7 juni 2025 Centre Atert, Bertrange Speltid: 1:05 - Åskådare: 50  | Österrike | 3 - 0 | Island    | 25-13, 25-15, 25-13        |
| 8 juni 2025 Centre Atert, Bertrange Speltid: 1:41 - Åskådare: 350 | Luxemburg | 3 - 1 | Österrike | 22-25, 25-23, 25-20, 25-21 |

##### Grupp 2
| 6 juni 2025 Umeå Energi Arena, Umeå Speltid: 1:00 - Åskådare: 675 | Azerbajdzjan | 0 - 3 | Sverige      | 13-25, 20-25, 14-25 |
| 7 juni 2025 Umeå Energi Arena, Umeå Speltid: 1:09 - Åskådare: 265 | Georgien     | 0 - 3 | Azerbajdzjan | 20-25, 18-25, 18-25 |
| 8 juni 2025 Umeå Energi Arena, Umeå Speltid: 1:02 - Åskådare: 745 | Sverige      | 3 - 0 | Georgien     | 25-12, 25-13, 25-12 |

#### Andra veckan

##### Grupp 3
| 13 juni 2025 Íþróttahúsið Digranes, Kópavogur Speltid: 1:58 - Åskådare: 115 | Färöarna | 3 - 2 | Island   | 25-21, 25-18, 23-25, 20-25, 15-13 |
| 14 juni 2025 Íþróttahúsið Digranes, Kópavogur Speltid: 1:01 - Åskådare: 18  | Sverige  | 3 - 0 | Färöarna | 25-17, 25-15, 25-13               |
| 15 juni 2025 Íþróttahúsið Digranes, Kópavogur Speltid: 0:53 - Åskådare: 95  | Island   | 0 - 3 | Sverige  | 7-25, 11-25, 17-25                |

##### Grupp 4
| 13 juni 2025 A.Y.S. Sport Hall, Baku Speltid: 1:18 - Åskådare: 200 | Luxemburg    | 3 - 0 | Azerbajdzjan | 25-20, 25-19, 25-21        |
| 14 juni 2025 A.Y.S. Sport Hall, Baku Speltid: 1:12 - Åskådare: 25  | Ungern       | 3 - 0 | Luxemburg    | 25-17, 25-21, 25-16        |
| 15 juni 2025 A.Y.S. Sport Hall, Baku Speltid: 1:40 - Åskådare: 100 | Azerbajdzjan | 1 - 3 | Ungern       | 15-25, 25-22, 18-25, 16-25 |

#### Tredje veckan

##### Grupp 5
| 20 juni 2025 Ítróttarhøllin inni í Dal á Sandi, Sandur Speltid: 1:41 - Åskådare: 80 | Azerbajdzjan | 3 - 1 | Färöarna     | 17-25, 25-15, 25-22, 25-23 |
| 21 juni 2025 Ítróttarhøllin inni í Dal á Sandi, Sandur Speltid: 1:07 - Åskådare: 20 | Österrike    | 3 - 0 | Azerbajdzjan | 25-18, 25-18, 25-14        |
| 22 juni 2025 Ítróttarhøllin inni í Dal á Sandi, Sandur Speltid: 1:44 - Åskådare: 80 | Färöarna     | 1 - 3 | Österrike    | 29-27, 17-25, 24-26, 20-25 |

##### Grupp 6
| 20 juni 2025 Messzi István Sportcsarnok, Kecskemét Speltid: 1:13 - Åskådare: 780   | Island   | 0 - 3 | Ungern   | 11-25, 14-25, 20-25              |
| 21 juni 2025 Messzi István Sportcsarnok, Kecskemét Speltid: 1:41 - Åskådare: 200   | Georgien | 2 - 3 | Island   | 14-25, 26-24, 25-14, 19-25, 6-15 |
| 22 juni 2025 Messzi István Sportcsarnok, Kecskemét Speltid: 1:05 - Åskådare: 1 100 | Ungern   | 3 - 0 | Georgien | 25-9, 25-17, 25-16               |

#### Fjärde veckan

##### Grupp 7
| 27 juni 2025 Tbilisi Sports Palace, Tbilisi Speltid: 1:02 - Åskådare: 200 | Luxemburg | 3 - 0 | Georgien  | 25-17, 25-14, 25-9         |
| 28 juni 2025 Tbilisi Sports Palace, Tbilisi Speltid: 1:07 - Åskådare: 30  | Färöarna  | 0 - 3 | Luxemburg | 16-25, 14-25, 22-25        |
| 29 juni 2025 Tbilisi Sports Palace, Tbilisi Speltid: 1:41 - Åskådare: 300 | Georgien  | 1 - 3 | Färöarna  | 18-25, 25-21, 22-25, 18-25 |

##### Grupp 8
| 27 juni 2025 Johann-Pölz-Halle, Amstetten Speltid: 1:46 - Åskådare: 737 | Sverige   | 3 - 1 | Österrike | 25-22, 25-18, 20-25, 25-23 |
| 28 juni 2025 Johann-Pölz-Halle, Amstetten Speltid: 1:11 - Åskådare: 55  | Ungern    | 0 - 3 | Sverige   | 15-25, 21-25, 17-25        |
| 29 juni 2025 Johann-Pölz-Halle, Amstetten Speltid: 1:31 - Åskådare: 338 | Österrike | 0 - 3 | Ungern    | 18-25, 20-25, 18-25        |

#### Sluttabell[5]
| Pos. | Lag          | P  | S | V | F | VS | FS | Kvot   | VP  | FP  | Kvot  |
| ---- | ------------ | -- | - | - | - | -- | -- | ------ | --- | --- | ----- |
| 1.   | Sverige      | 18 | 6 | 6 | 0 | 18 | 1  | 18,000 | 470 | 305 | 1,541 |
| 2.   | Ungern       | 15 | 6 | 5 | 1 | 15 | 4  | 3,750  | 450 | 346 | 1,300 |
| 3.   | Luxemburg    | 15 | 6 | 5 | 1 | 15 | 4  | 3,750  | 451 | 369 | 1,222 |
| 4.   | Österrike    | 9  | 6 | 3 | 3 | 11 | 10 | 1,100  | 486 | 448 | 1,084 |
| 5.   | Azerbajdzjan | 6  | 6 | 2 | 4 | 7  | 13 | 0,538  | 398 | 463 | 0,859 |
| 6.   | Färöarna     | 5  | 6 | 2 | 4 | 8  | 15 | 0,533  | 476 | 530 | 0,898 |
| 7.   | Island       | 3  | 6 | 1 | 5 | 5  | 17 | 0,294  | 379 | 498 | 0,761 |
| 8.   | Georgien     | 1  | 6 | 0 | 6 | 3  | 18 | 0,166  | 348 | 499 | 0,697 |

      Kvalificerade för final.

### Final[7]

#### Match 1
| 3 juli 2025 Messzi István Sportcsarnok, Kecskemét Speltid: 1:36 - Åskådare: 825 | Ungern | 1 - 3 | Sverige | 25-21, 20-25, 16-15, 15-25 |

#### Match 2
| 6 juli 2025 Umeå Energi Arena, Umeå Speltid: 1:53 - Åskådare: 675 | Sverige | 2 - 3 | Ungern | 25-17, 20-25, 27-29, 25-16, 15-17 |

## Slutplaceringar
| Pos | Lag          | Vidare till                 |
| --- | ------------ | --------------------------- |
|     | Sverige      | European Golden League 2026 |
|     | Ungern       |                             |
| 3   | Luxemburg    |                             |
| 4   | Österrike    |                             |
| 5   | Azerbajdzjan |                             |
| 6   | Färöarna     |                             |
| 7   | Island       |                             |
| 8   | Georgien     |                             |